# Lemvig Kirke
Lemvig Kirke er en kirke i Lemvig Sogn i Lemvig Kommune. Kirken er i sin kerne senmiddelalderlig, men er kraftigt ændret ved ombygning og udvidelse i årene 1931-34 ved arkitekt Hother Paludan.

## Kirkens ydre
- Kirken udefra
- Kirken udefra - tættere på.

- Kirkens tårn
- Spiret på kirkens tårn

Kirken var i sin oprindelige form en sengotisk langhusbygning, men fremstår i sin udvidede form som en langhusbygning med to henholdsvis tre sidekapeller mod nord og syd samt vesttårn.

Tårnet brændte i 1683 efter lynnedslag. Det genopbyggede tårn måtte allerede i 1788 ombygges på grund af forfald. I 1800-tallet fik tårnet kamtakker ligesom kirkens øvrige gavle. Først ved ombygning i 1930-erne fik tårnet sit nuværende løgformede barokspir.

## Kirkens indre og inventar
- Kirkens indre
- Døbefont
- Krucifiks
- Alter
- Prædikestol
- Orgel
- Pulpitur
- Dør

Udover den romanske døbefont og det fine sengotiske krucifiks er kirken mest udstyret med elegant rokokoinventar. Inventaret er i årene 1977-88 forsynet med nye malerier med bibelske motiver af Bodil Kaalund.

## Eksterne kilder og henvisninger
- Wikimedia Commons har flere filer relateret til Lemvig Kirke
- Lemvig Kirke hos KortTilKirken.dk
- Lemvig Kirke hos danmarkskirker.natmus.dk (Danmarks Kirker, Nationalmuseet)